# Isabelle Attard
Isabelle Attard (Vendôme, 14 novembre 1969) è un'archeologa e politica francese, conosciuta per il suo lavoro in archeozoologia e specializzata nell'avvoltoio barbuto durante l'ultimo periodo glaciale. È stata direttrice del Museo degli arazzi di Bayeux dal 2005 al 2010, e poi dello "Utah Beach D-Day Museum" del Canale della Manica dal 2010 al 2012. Membro di Europe Écologie Les Verts (EÉLV), è stata deputata per il 5° collegio elettorale del Calvados dal 2012 al 2017. Dopo aver lasciato l'EÉLV, è stata co-presidente del partito Nouvelle Donne fino al gennaio 2015, dopodiché le sue convinzioni politiche evolvono verso l'anarchismo.

## Biografia
Dopo un primo anno di DEUG in economia all'Università di Bordeaux IV, Isabelle Attard si è dedicata alla storia e ha ottenuto un DEUG in storia all'Università di Orléans. È stata poi libera professionista presso il quotidiano La République du Centre. Fu in questo periodo, nel 1990, che si sposò e si trasferì a Göteborg in Svezia, dove lavorava in un ristorante McDonald's. Porta il nome di Isabelle Robert fino al suo divorzio. Ha continuato a studiare storia a Göteborg con una formazione a distanza ottenendo la licenza nel 1991.
Si è trasferita nel 1992 a Kiruna, in Lapponia, dove, business manager, è consulente turistica e partecipa allo sviluppo del turismo francofono in quella regione. Allo stesso tempo, ha ripreso gli studi e si è laureata in archeologia nordica presso l'Università di Umeå nel 1996.
Ritorna in Francia nel 1997 e riprende gli studi, questa volta alla Sorbona, dove consegue un DEA (Diplôme d'études approfondies) in archeologia ambientale nel 1999. Dal 1999 al 2002 lavora come interinale presso il Museo Nazionale di Storia Naturale (MNHN) di Parigi.
Nel 2002 parte per il Sudafrica come ricercatrice nel sito di Duinefontein  mentre prepara la tesi (dal 2000 al 2004). Dopo aver superato il concorso per addetto alla conservazione del patrimonio nel 2004, nel 2005 è stata nominata direttrice del Museo degli arazzi di Bayeux, carica che ha ricoperto fino alle sue dimissioni nel 2010.
Nel 2010 ha conseguito il dottorato in archeologia ambientale - archeozoologia. È stata poi membro dell'unità di ricerca 7209 (archeozoologia, archeobotanica: società, pratiche e ambiente) del MNHN e del CNRS (Centre national de la recherche scientifique).
È stata direttrice dello Utah Beach Landing Museum nel Canale della Manica dal 2010 al giugno 2012, data delle sue dimissioni.
Nel 2014 ha ricevuto il premio “politico” E-Toile d'or 2014 per la sua azione legislativa a favore del software libero.
Nel settembre 2019, Isabelle Attard diventa direttrice del Bothoa School Museum in Côtes-d'Armor, incarico che lascerà nel giugno 2023.

## Impegno politico

### I Verdi e EELV

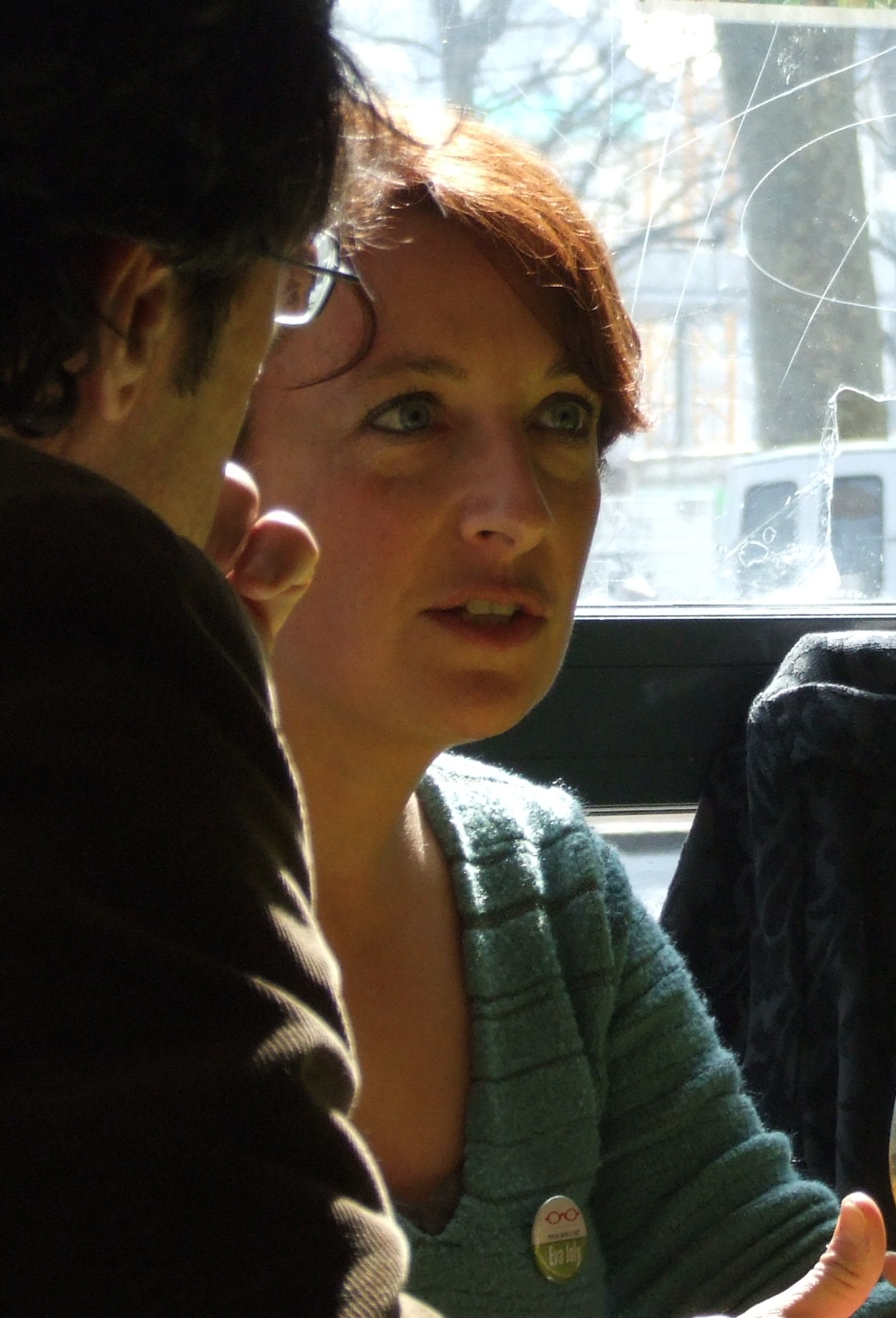
Isabelle Attard nel 2012

Isabelle Attard è entrata a far parte dei Verdi nel 2001 e poi, nel 2010, è confluita con il resto del partito in Europe Écologie Les Verts (EELV). È stata portavoce del gruppo locale Bessin-Côte de Nacre d'EELV dal 2011 al 2012. Nel settembre 2011 chiede di essere candidata EELV alle elezioni legislative del 2012, il partito accetta un mese più tardi.
In base a un accordo legislativo tra Europe Ecology Les Verts e il Partito socialista - l'intesa prevede che in cambio della loro non candidatura in 60 circoscrizioni riservate agli ambientalisti, il Partito socialista benefici del ritiro di 90 candidati ambientalisti - i socialisti si impegnano a non presentare un candidato nella quinta circoscrizione del Calvados alle elezioni legislative del 2012 in modo da sostenere quella di EELV. Isabelle Attard è quindi sostenuta anche dal Partito socialista nel novembre 2011. Ha affrontato 10 candidati tra cui un dissidente del PS, Jean-Pierre Lavisse, che è stato espulso dal suo partito ma ha ottenuto il 19,48% dei voti al primo turno. Attard vince al secondo turno, il 17 giugno 2012, di fronte al candidato dell'UMP Cédric Nouvelot.

### Nouvelle Donne (New Deal)
IL5 dicembre 2013, annuncia pubblicamente che lascerà Europe Écologie Les Verts per unirsi al nuovo partito Nouvelle Donne.
È stata quindi nominata co-presidente del partito nel consiglio nazionale di Nouvelle Donne, l'altro co-presidente era Pierre Larouturou. È stata poi portavoce del partito durante la campagna elettorale europea del 2014. Il 21 giugno 2015 pubblica, con altri sessanta membri del partito, una lettera in cui annuncia le sue dimissioni.

## In Parlamento
Diventò segretaria della commissione per gli affari culturali e l'istruzione dell'Assemblea nazionale.
I suoi temi preferiti erano la cultura (patrimonio, digitale), la ricerca, la parità, le libertà pubbliche e il funzionamento delle istituzioni politiche. È stata presidente del gruppo di amicizia parlamentare Francia-Svezia.

### Progetto di legge sul pubblico dominio
Nel 2013 ha presentato, con i membri del gruppo ambientalista, un disegno di legge volto a “consacrare il demanio pubblico, ampliarne il perimetro e garantirne l'integrità”. Questa proposta include, tra l'altro, una definizione positiva di dominio pubblico, la creazione di un reato di copyfraud e molti adattamenti del diritto d'autore alle nuove pratiche digitali. Il disegno di legge non è stato comunque discusso durante la legislatura.
In questa prospettiva, il 1º gennaio 2016 ha pubblicato sul proprio sito la versione originale olandese del Diario di Anna Frank quando lo ritiene divenuto di pubblico dominio; si oppone quindi agli ex beneficiari dell'opera.

### Rapporto sulla gestione dei depositi museali
Nel maggio 2013, la commissione per gli affari culturali e l'istruzione dell'Assemblea nazionale ha nominato il suo relatore per realizzare questo obiettivo.  Pochi mesi dopo Attard ha dichiarato che “al ritmo attuale di restituzione [alle famiglie delle opere saccheggiate dai nazisti], ci vorranno più di duecento anni per riparare le ingiustizie che durano dal 1945”.
Il rapporto della commissione fu pubblicato il 17 dicembre 2014. Ha espresso numerose critiche alla gestione dei musei nazionali francesi e ha formulato numerose proposte per una politica museale che ponesse rimedio ai problemi individuati.

### Contro la proroga dello stato di emergenza
Dopo gli attentati del 13 novembre 2015 in Francia, Isabelle Attard è stata una delle sei deputate francesi a votare contro la proroga dello stato di emergenza  giudicando “vergognosa” questa quasi unanimità dei deputati.

### Contro l'estensione degli attacchi aerei in Siria
È stata anche una delle due deputate a votare contro “l'estensione dell'impegno delle forze aeree al di sopra del territorio siriano", denunciando in un comunicato: “I parlamentari non hanno ricevuto nessun fascicolo, nessun elemento, nessun dato, o anche un'e-mail per giustificare questa decisione. Questo non è serio».

### Non è rieletta nel 2017
Candidata alla rielezione alle elezioni legislative del 2017, sostenuta nel suo collegio da tutti i movimenti di sinistra (EÉLV, PS, La France insoumise, Partito Comunista Francese, Insieme! e Partito Pirata), è stata battuta al primo turno con il 18,20% dei voti contro il candidato de La République en Marche Bertrand Bouyx (38,96%) e il candidato LR Cédric Nouvelot (23,15%).

### Impegno anarchico
Nell'agosto 2017 Isabelle Attard si autodefinisce eco-anarchica, rivendicando l'anarchia come modello politico; sostiene che anarchia non è sinonimo di disordine, ma di ordine senza potere e senza dominio, e insiste sulla priorità delle questioni ecologiche. Due anni dopo pubblica un libro che ripercorre la sua evoluzione politica, "Come sono diventata anarchica", edito da Seuil.